# 圣皮埃尔 (马提尼克)
圣皮埃尔（法語：Saint-Pierre，法語發音：[sɛ̃ pjɛʁ] ⓘ），法国海外省马提尼克的一个市镇，同时也是该省的一个副省会，下辖圣皮埃尔区，其市镇面积为38.72平方公里，2022年1月1日时人口数量为4,069人，在法国城市中排名第2,714位。
圣皮埃尔位于马提尼克西北部，加勒比海滨，17至19世纪间为马提尼克的经济文化中心，1902年5月培雷火山喷发致使该市超过三万居民遇难，现为一个区域性的中心城市。

## 地名来源
“皮埃尔”一名出自法国冒险家皮埃尔·贝兰·德南比克，后者常被认为是圣皮埃尔的城市创建者。
此外，尽管名称中含有“圣”，但皮埃尔·贝兰·德南比克并非天主教圣职者或传教士。

## 历史

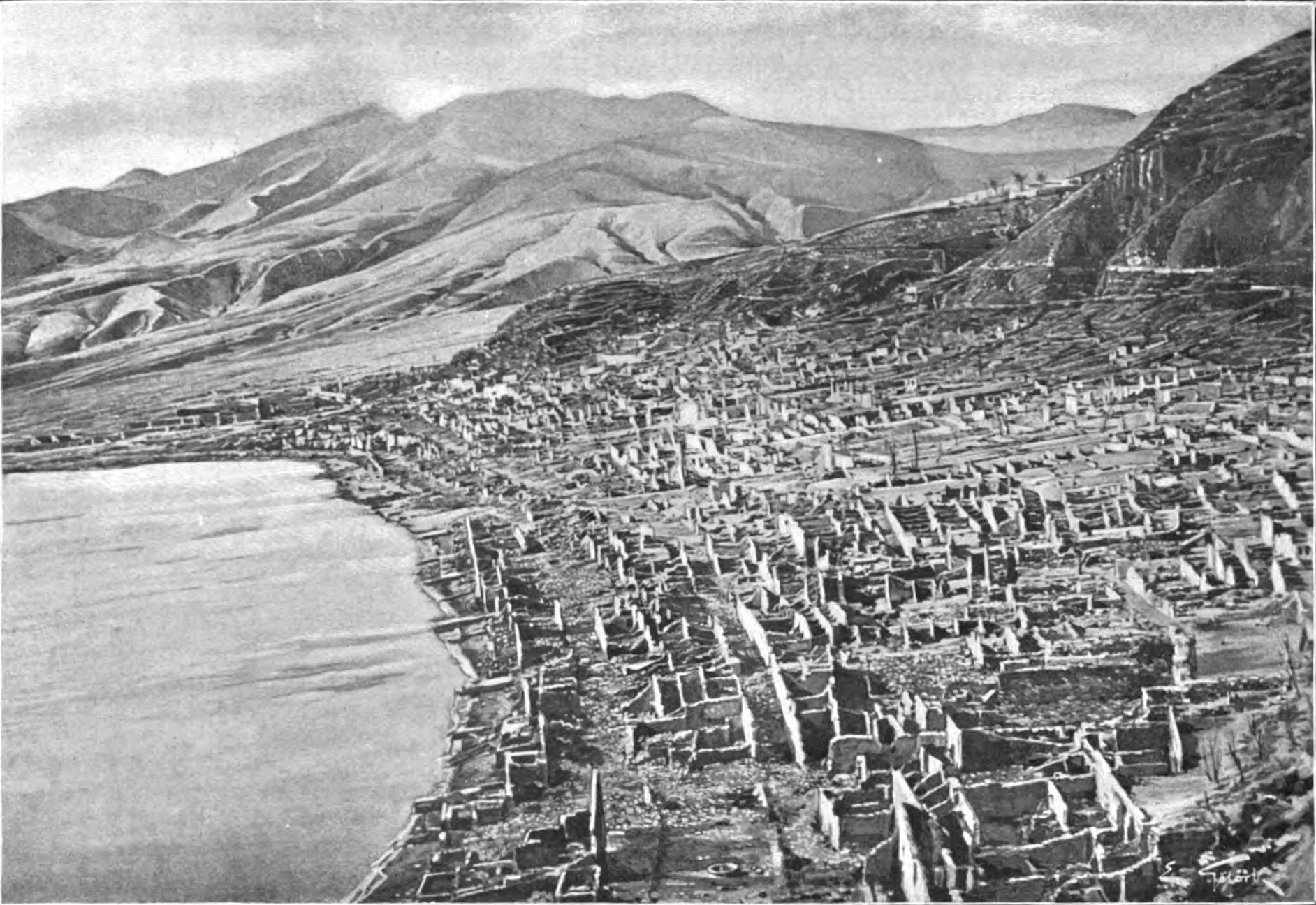
培雷火山喷发后被严重破坏的圣皮埃尔

圣皮埃尔所在的马提尼克岛最初于1502年被西班牙航海家哥伦布发现，而圣皮埃尔则由法国冒险家皮埃尔·贝兰·德南比克于1635年9月15日建立。此后，随着海上贸易的发展，圣皮埃尔逐渐成为马提尼克岛的第一大港口及城市，烟草、红木、可可等是当地主要的对外贸易商品。1671年，圣皮埃尔发生特大火灾，致使全城多处建筑物受损。1692年，在马提尼克总督让-夏尔·德巴斯的要求下，马提尼克首府搬迁至Fort-Royal（今法兰西堡），而圣皮埃尔则依旧维持了其商业文化中心的地位，当地于1786年建成了剧院，其原型为位于法国本土的波尔多大剧院。法国大革命以及拿破仑第一帝国期间，马提尼克两度被英格兰军队占领。1848年5月22日，圣皮埃尔发生黑奴起义暴动，当地的执政者克洛德·罗斯托兰（Claude Rostoland）于次日签署奴隶制废除方案。首批来自印度的移民于1853年登陆圣皮埃尔，此后当地人口数量快速增加，至1901年已达2.6万，并成为加勒比海地区最早实现电力供应的城市，当地还出现了有轨电车、植物花园、工商会大楼等公共设施。1891年，圣皮埃尔曾遭到一场暴风的破坏。1902年5月8日，圣皮埃尔在培雷火山爆发中被彻底摧毁，这次爆发导致超过三万人丧生，圣皮埃尔全城居民及附近村庄的农民（他们原本是到城里避难的）几乎都在灾难中丧生，只有数人幸存，其中最著名者是一个被关在地下牢房里的囚犯路易-奥古斯特·西尔巴里，一说此人是唯一的幸存者。1910年2月15日，圣皮埃尔市镇被整体并入勒卡尔贝，后于1923年3月23日复设为独立市镇。20世纪中期后，虽然城镇得以重建，但该城再也没有恢复原来的人口数量和经济上的重要性。1933年，圣皮埃尔建成了火山历史博物馆。1990年，圣皮埃尔被法国文化部授予“艺术与历史之城”的称号。

## 地理

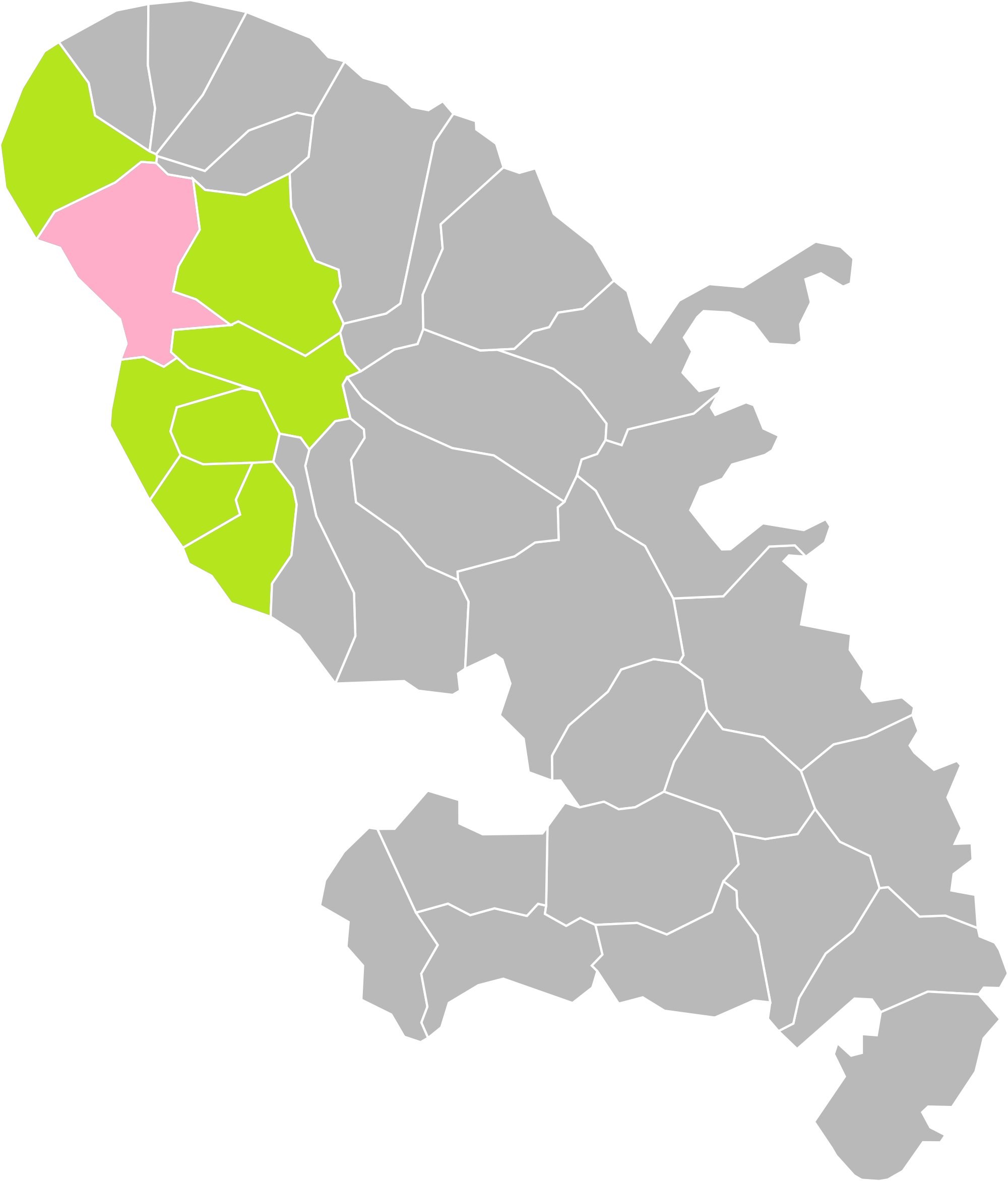
圣皮埃尔市镇（粉红色）在马提尼克岛的位置

圣皮埃尔位于马提尼克西北部，距离省会法兰西堡大约32公里。圣皮埃尔的时区为UTC−04:00（大西洋时区）。与圣皮埃尔接壤的市镇包括：勒普雷舍、拉茹帕布永、勒莫讷鲁日、丰圣但尼和勒卡尔贝。

### 地形
圣皮埃尔位于马提尼克岛西北部，市镇中心位于一处地势较为平坦的狭长型海滨平原上，东侧内陆为培雷火山，全境海拔在0到1,395米之间。

### 水文
罗克斯拉讷河自东向西流经圣皮埃尔市区北部并在此注入加勒比海。

### 植被
圣皮埃尔属于热带雨林区，林地广泛分布于市郊地区。
在鲜花城市的评比中，圣皮埃尔暂未被评级。

### 气候
圣皮埃尔在柯本气候分类法中属于热带雨林气候（Af），当地气候分为干湿两季，全年温差较小。
圣皮埃尔境内设有气象站，以下为该气象站的数据（其中日照数据取自法兰西堡气象站）：
| 圣皮埃尔 1981年－2019年 | 圣皮埃尔 1981年－2019年 | 圣皮埃尔 1981年－2019年 | 圣皮埃尔 1981年－2019年 | 圣皮埃尔 1981年－2019年 | 圣皮埃尔 1981年－2019年 | 圣皮埃尔 1981年－2019年 | 圣皮埃尔 1981年－2019年 | 圣皮埃尔 1981年－2019年 | 圣皮埃尔 1981年－2019年 | 圣皮埃尔 1981年－2019年 | 圣皮埃尔 1981年－2019年 | 圣皮埃尔 1981年－2019年 | 圣皮埃尔 1981年－2019年 |
| 月份                    | 1月                     | 2月                     | 3月                     | 4月                     | 5月                     | 6月                     | 7月                     | 8月                     | 9月                     | 10月                    | 11月                    | 12月                    | 全年                    |
| ----------------------- | ----------------------- | ----------------------- | ----------------------- | ----------------------- | ----------------------- | ----------------------- | ----------------------- | ----------------------- | ----------------------- | ----------------------- | ----------------------- | ----------------------- | ----------------------- |
| 历史最高温 °C（°F）     | 31.6 (88.9)             | 32.9 (91.2)             | 34.1 (93.4)             | 34.8 (94.6)             | 34.7 (94.5)             | 34.4 (93.9)             | 33.8 (92.8)             | 34.4 (93.9)             | 35 (95)                 | 36.5 (97.7)             | 34.4 (93.9)             | 33 (91)                 | 36.5 (97.7)             |
| 平均高温 °C（°F）       | 29.1 (84.4)             | 29.3 (84.7)             | 30 (86)                 | 31.2 (88.2)             | 31.7 (89.1)             | 31.4 (88.5)             | 31.1 (88.0)             | 31.5 (88.7)             | 31.9 (89.4)             | 31.7 (89.1)             | 30.7 (87.3)             | 29.7 (85.5)             | 30.8 (87.4)             |
| 日均气温 °C（°F）       | 25.1 (77.2)             | 25 (77)                 | 25.6 (78.1)             | 26.7 (80.1)             | 27.5 (81.5)             | 27.5 (81.5)             | 27.4 (81.3)             | 27.5 (81.5)             | 27.6 (81.7)             | 27.4 (81.3)             | 26.6 (79.9)             | 25.7 (78.3)             | 26.6 (79.9)             |
| 平均低温 °C（°F）       | 21 (70)                 | 20.8 (69.4)             | 21.3 (70.3)             | 22.3 (72.1)             | 23.2 (73.8)             | 23.6 (74.5)             | 23.6 (74.5)             | 23.5 (74.3)             | 23.3 (73.9)             | 23.1 (73.6)             | 22.6 (72.7)             | 21.7 (71.1)             | 22.5 (72.5)             |
| 历史最低温 °C（°F）     | 18.9 (66.0)             | 18.5 (65.3)             | 18.8 (65.8)             | 20.3 (68.5)             | 21.5 (70.7)             | 22 (72)                 | 21.8 (71.2)             | 20.5 (68.9)             | 22 (72)                 | 21.3 (70.3)             | 20.8 (69.4)             | 19.2 (66.6)             | 18.5 (65.3)             |
| 平均降水量 mm（）       | 133 (5.2)               | 79.9 (3.15)             | 75.7 (2.98)             | 70.2 (2.76)             | 91.4 (3.60)             | 158.4 (6.24)            | 256 (10.1)              | 277 (10.9)              | 248 (9.8)               | 229.2 (9.02)            | 234 (9.2)               | 146.5 (5.77)            | 1,999.3 (78.71)         |
| 月均日照時數            | 204.2                   | 197.6                   | 222.1                   | 209.5                   | 207.5                   | 190.3                   | 201.5                   | 224.6                   | 205.3                   | 187.4                   | 183.2                   | 204                     | 2,437.2                 |
| 来源：infoclimat.fr     |                         |                         |                         |                         |                         |                         |                         |                         |                         |                         |                         |                         |                         |

## 行政区划
圣皮埃尔的市镇编号为97225，邮政编号为97250。
在行政管理方面，圣皮埃尔隶属于法国海外省马提尼克，同时也是该省的一个副省会，下辖圣皮埃尔区；在地方选举方面，圣皮埃尔是圣皮埃尔县的中央投票站所在地，其市镇范围全境被划入马提尼克第二选区；在社会管理方面，圣皮埃尔是马提尼克北部地区城市圈公共社区的组成部分。
截至2023年6月，圣皮埃尔市镇范围内暂无任何城市敏感街区及城市政策优先街区。
法国国家统计与经济研究所（简称）在进行数据统计时，将圣皮埃尔市镇单独设为圣皮埃尔城市核心区（Unité urbaine de Saint-Pierre）。自2020年起，圣皮埃尔被划入包含28个市镇的法兰西堡城市辐射区。此外，还将圣皮埃尔市镇整体看作一个“块区”（IRIS），以便于统计人口分布情况。

## 交通

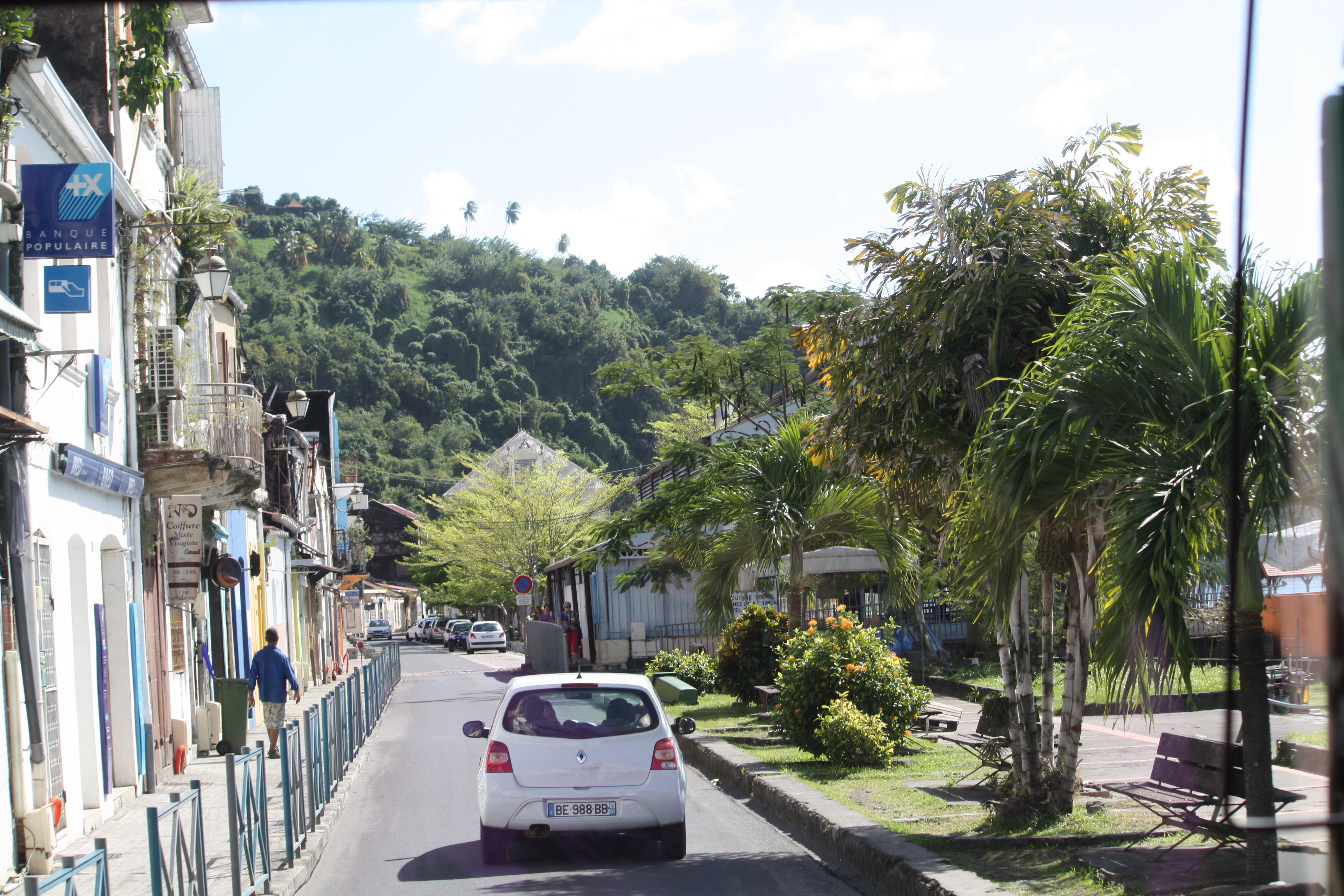
布耶街

### 公路
多条马提尼克地方道路在圣皮埃尔境内交汇，马提尼克交通局开行前往法兰西堡、勒洛兰等地的城际客运巴士线路。
2019年，44.1%的圣皮埃尔家庭拥有至少一辆私人汽车。2018年，圣皮埃尔境内共发生各类交通事故4起，造成1人遇难，3人受伤，其中3人重伤。

### 铁路
圣皮埃尔及其所在的马提尼克暂无铁路运输系统，亦无相关规划。

### 航空
距离圣皮埃尔最近的民用航空站为41公里外的马提尼克艾梅·塞泽尔国际机场，该机场开行前往巴黎、南特、布鲁塞尔以及加勒比和中美洲各国主要城市的固定航线。2019年，该机场旅客吞吐量大约为1,975,325人。

### 城市公共交通
截至2023年6月，圣皮埃尔暂无城市公共交通系统。

## 政治

### 市政内阁
圣皮埃尔的现任市长为克里斯蒂安·拉法先生（Christian RAPHA），他是一名中间派，在2020年的市政选举中获得了51.5%的支持率。
| 圣皮埃尔历届市长 | 圣皮埃尔历届市长                       | 圣皮埃尔历届市长                           |
| 任期             | 市长                                   | 党派                                       |
| ---------------- | -------------------------------------- | ------------------------------------------ |
| 1945年－1962年   | Paul PIERRE-CHARLES 保罗·皮埃尔-夏尔   | SFIO工人国际法国支部                       |
| 1962年－1977年   | Eugène PIERRE-CHARLES 欧仁·皮埃尔-夏尔 | SFIO工人国际法国支部 →Centriste中间派      |
| 1977年－1988年   | Jean MAURICE 让·莫里斯                 | UDF法国民主联盟                            |
| 1988年－2001年   | Louis PIERRE-CHARLES 路易·皮埃尔-夏尔  | DVG左翼无党派人士 →DVD右翼无党派人士       |
| 2001年－2015年   | Raphaël MARTINE 拉斐尔·马蒂纳          | RDM马提尼克民主运动                        |
| 2015年－         | Christian RAPHA 克里斯蒂安·拉法        | PRM马提尼克地区党 →LREM复兴 →DVC混杂中间派 |

### 各级选举
在2022年的法国总统大选中，法国极右翼政党国民阵线主席玛丽娜·勒庞/第25任总统埃马纽埃尔·马克龙在圣皮埃尔获得了.%的支持率。
| 圣皮埃尔历届投票选举结果 | 圣皮埃尔历届投票选举结果 | 圣皮埃尔历届投票选举结果 | 圣皮埃尔历届投票选举结果 | 圣皮埃尔历届投票选举结果 | 圣皮埃尔历届投票选举结果 | 圣皮埃尔历届投票选举结果 | 圣皮埃尔历届投票选举结果 | 圣皮埃尔历届投票选举结果 | 圣皮埃尔历届投票选举结果 |
| 选举项目                 | 选举范围                 | 选区单位                 | 选区单位内的选举结果     | 选区单位内的选举结果     | 选区单位内的选举结果     | 选区单位内的选举结果     | 选区单位内的选举结果     | 选区单位内的选举结果     | 参考资料                 |
| 选举项目                 | 选举范围                 | 选区单位                 | 第一轮胜出者             | 第一轮胜出者             | 支持率                   | 第二轮胜出者             | 第二轮胜出者             | 支持率                   | 参考资料                 |
| ------------------------ | ------------------------ | ------------------------ | ------------------------ | ------------------------ | ------------------------ | ------------------------ | ------------------------ | ------------------------ | ------------------------ |
| 2017年法國總統選舉       | 法國                     | 市镇                     |                          | 让-吕克·梅朗雄           | 26.43%                   |                          | 埃马纽埃尔·马克龙        | 69.97%                   | [ 25 ]                   |
| 2017年法国立法选举       | 马提尼克第二选区         | 市镇                     |                          | 朱斯坦·庞菲勒            | 38.87%                   |                          | 朱斯坦·庞菲勒            | 68.41%                   | [ 25 ]                   |
| 2019年欧洲议会选举       | 法國                     | 市镇                     |                          | 若尔丹·巴尔代拉          | 24.78%                   | （不适用）               | （不适用）               | （不适用）               | [ 27 ]                   |
| 2021年法国大区选举       |                          | 市镇                     |                          | 让-菲利普·尼洛尔         | 24.36%                   |                          | 塞日·莱奇米              | 27.7%                    | [ 28 ]                   |
| 2022年法国总统选举       | 法國                     | 市镇                     |                          | 让-吕克·梅朗雄           | 51.68%                   |                          | 玛丽娜·勒庞              | 64.31%                   | [ 25 ]                   |
| 2022年法国立法选举       | 马提尼克第二选区         | 市镇                     |                          | 马塞兰·纳多              | 51.58%                   |                          | 马塞兰·纳多              | 70.4%                    | [ 25 ]                   |

## 人口
2020年，圣皮埃尔市镇人口数量为4,107，在法国排名第2,714位。其中男性1,942人，女性2,179人，75岁及以上人口占9.0%，外籍人口数量为232人，人口密度为106人/平方公里，当地居民被称为（男性）或（女性）。2020年，圣皮埃尔境内出生53人，死亡人口66人。
| 圣皮埃尔1895年－2020年人口变化情况 |
|                                    |
| 数据来源：INSEE                    |

## 经济
圣皮埃尔是一个区域性的中心城市。截至2023年6月，圣皮埃尔市镇范围内共有各类用人单位（包含自雇）234家，平均历史为18年，2023年4月至6月间，当地的经济活力指数为0。（甘蔗加工）、（甘蔗加工）及（小型汽车销售）是当地2021年营业额最高的三个企业，分别为1,795,022欧元、1,604,161欧元和1,541,641欧元。

## 财政与居民收入
2021年，圣皮埃尔的财政收入总额为6,402,310欧元，财政支出总额为7,414,600欧元，当年的债务总额为4,119,440欧元。2021年，圣皮埃尔市镇通过增值税获得361,490欧元的收入，此外当地还共获得了1,233,510欧元的国家直接财政补助。
2019年，圣皮埃尔的人均月收入总额为1,979欧元，其中高级职员为4,330欧元，高于法国平均水平（4,230欧元）；中级职员为2,428欧元，高于法国平均水平（2,411欧元）；普通职员为1,646欧元，低于法国平均水平（1,740欧元）。
2019年，圣皮埃尔境内的贫困率为41%，青壮年（15至64岁）失业率为27.7%；当地23.7%的家庭拥有纳税资格，平均纳税2,634欧元，低于法国平均水平（3,910欧元）。

## 社会事务

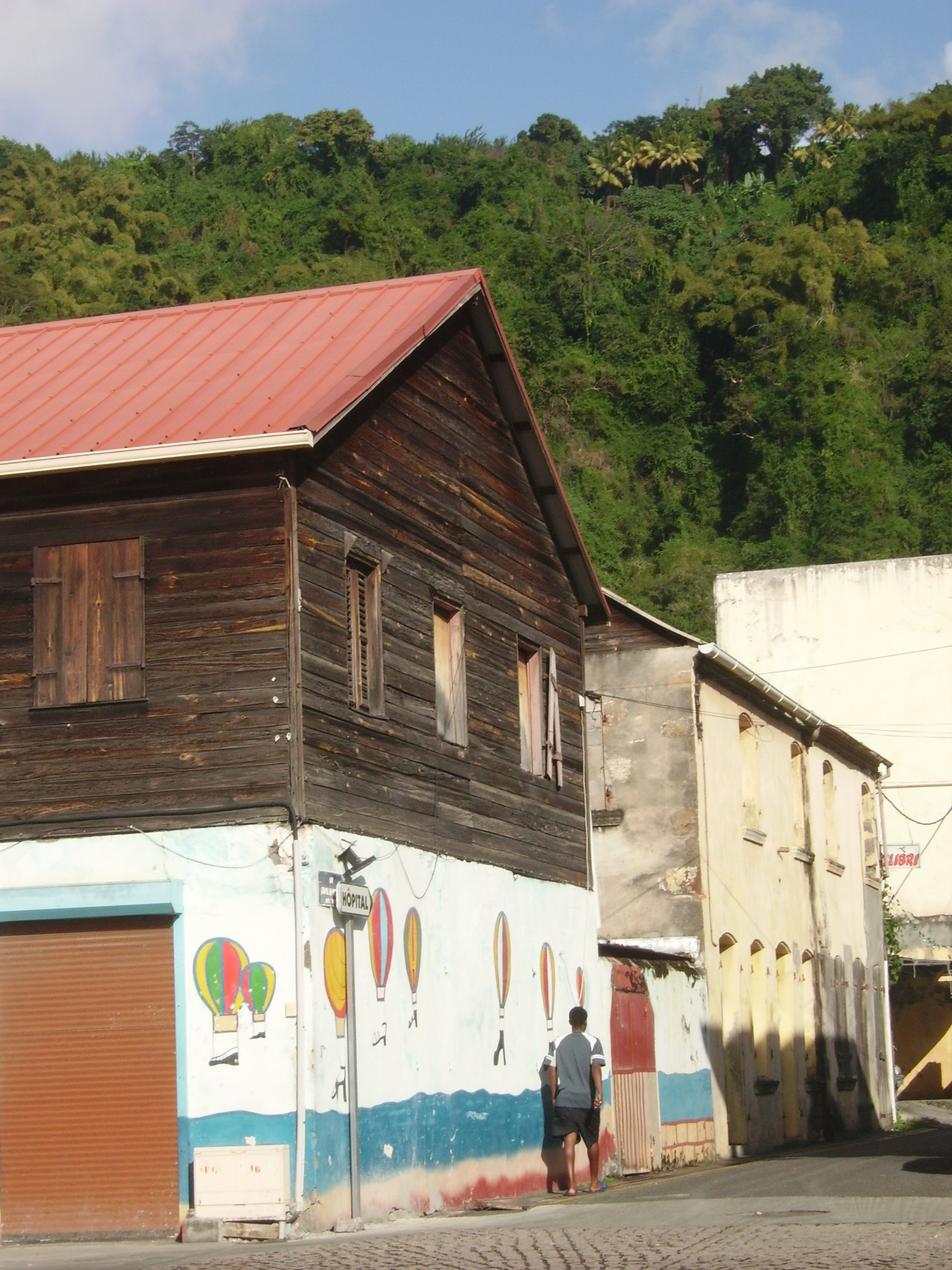
圣皮埃尔镇中心的一所学校

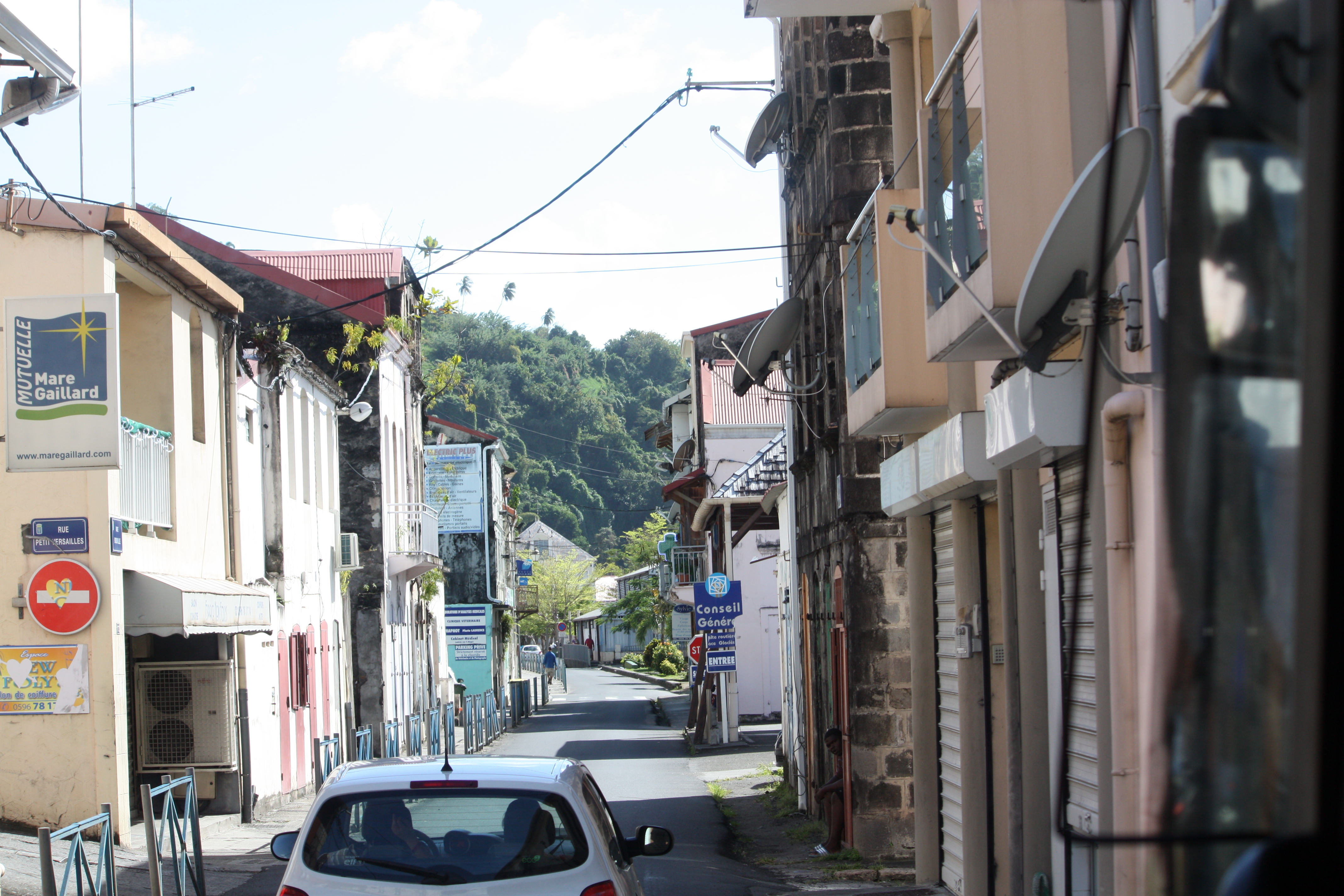
小凡尔赛街

### 教育
圣皮埃尔属于马提尼克学区。截至2021年1月1日，圣皮埃尔境内共有1所幼儿园、1所小学、1所初级中学和1所普通高中。2021至2022学年度，圣皮埃尔境内共有在校中等教育阶段学生478名。

### 医疗
截至2021年1月1日，圣皮埃尔境内共有全科医生3名、保健师5名、牙医3名和护士30名。境内共有药房2家、残疾人帮扶中心2家。
距离圣皮埃尔最近的区域性医疗机构为北加勒比中心医院（Centre Hospitalier Nord Caraïbe），其主病区位于圣皮埃尔市区，设有床位30个，是当地规模最大的公立综合性医院。

### 住房
2019年，圣皮埃尔境内共有各类住房2,524套，其中72.0%为独立式居民区，26.7%为集中式居民区。常住房屋占圣皮埃尔市镇范围内居民建筑总量的76.7%。
在住房保障政策方面，2021年，圣皮埃尔境内共有658户家庭获得了住房经济补助，受益人数占总人口数量的16.0%，其中653份为房租补助。

### 商业
2021年，圣皮埃尔境内共有各类实体商铺133家，其中餐厅33家、杂货店5家、面包房5家、肉铺1家、书店2家、银行门店4家、美容美发店8家、汽车维修店15家。市中心建有一家U Express超市。

### 体育
2021年，圣皮埃尔境内共有1座综合体育场、2处网球场以及2处足球或橄榄球场。
截至2023年6月，圣皮埃尔境内共有两家注册足球俱乐部。圣皮埃尔竞技（编号514114）是当地的代表性足球队，成立于1942年，其主队2023至2024赛季参加马提尼克足球联赛，其主场为保罗·皮埃尔-夏尔球场。

### 环境
圣皮埃尔的环境事务由其所属的马提尼克北部地区城市圈公共社区联合各级政府协调负责。2021年，圣皮埃尔境内共有1家污染企业。

### 治安
2021年，圣皮埃尔市镇范围内有1处宪兵队。
圣皮埃尔及其附近的共10个市镇是法兰西堡国家宪兵队（zone gendarmerie de Fort-de-France）的管辖范围。2020年，该宪兵队累计记录各类案件2,229起，其中盗窃类案件746起，经济类案件217起，毒品交易类案件244起。

## 文化
2021年，圣皮埃尔境内共有1家博物馆（弗兰克·阿尔沃德·佩雷特博物馆）。圣皮埃尔市政府提供多媒体中心，每周二至五向公众开放。

### 建筑
圣皮埃尔境内的现存建筑多建于20世纪后，一些在火山爆发中被摧毁的建筑未得到重建。马提尼克圣皮埃尔圣母升天大教堂、大剧场遗址等为法国国家文物保护单位等，交易所大楼则是当地的地标性建筑物。

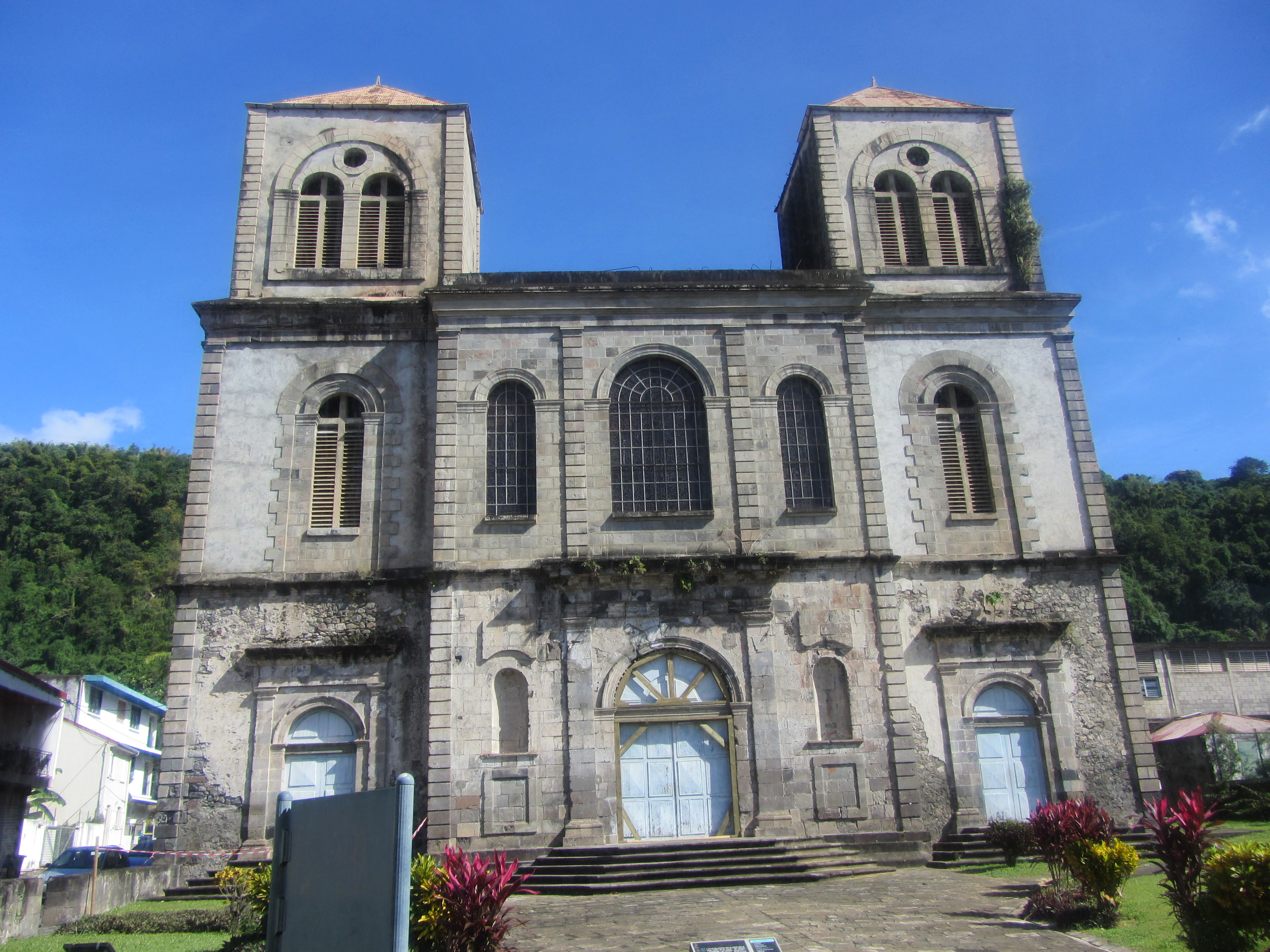
圣母升天大教堂（法语：Cathédrale Notre-Dame-de-l'Assomption de Saint-Pierre de la Martinique）
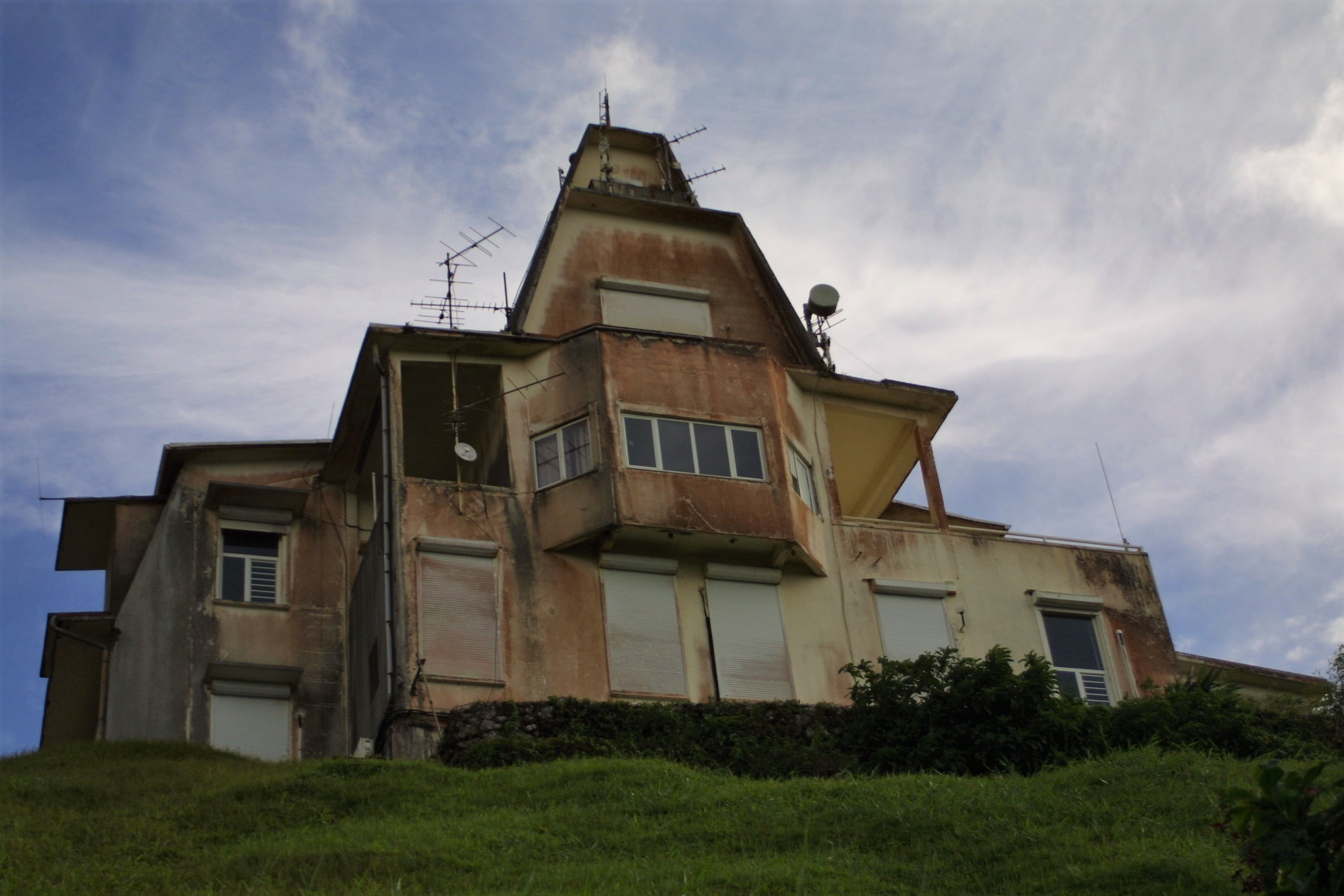
卡代天文台（法语：Observatoire du Morne des Cadets）
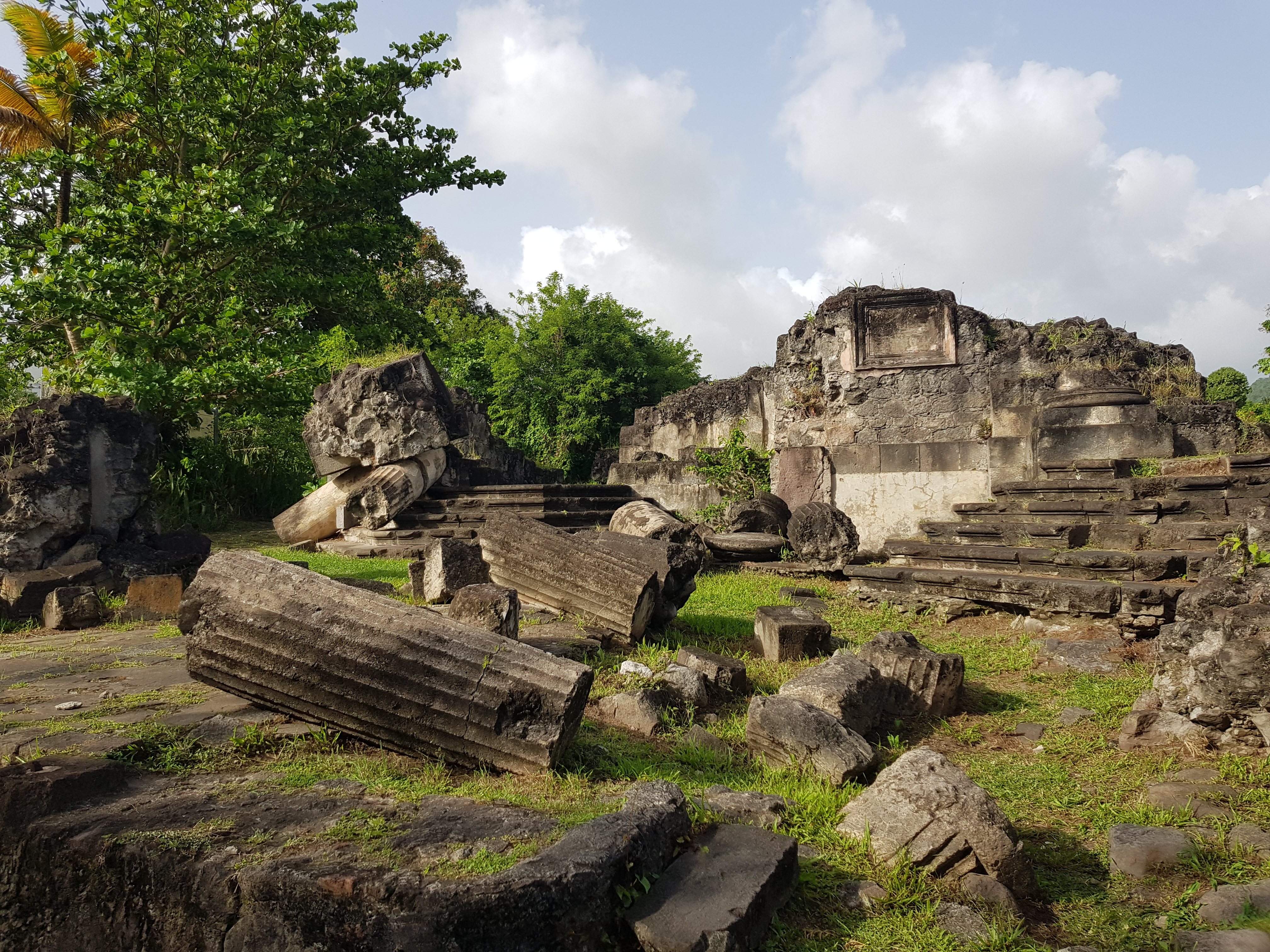
圣皮埃尔堡教堂（法语：Église du Fort de Saint-Pierre）遗址
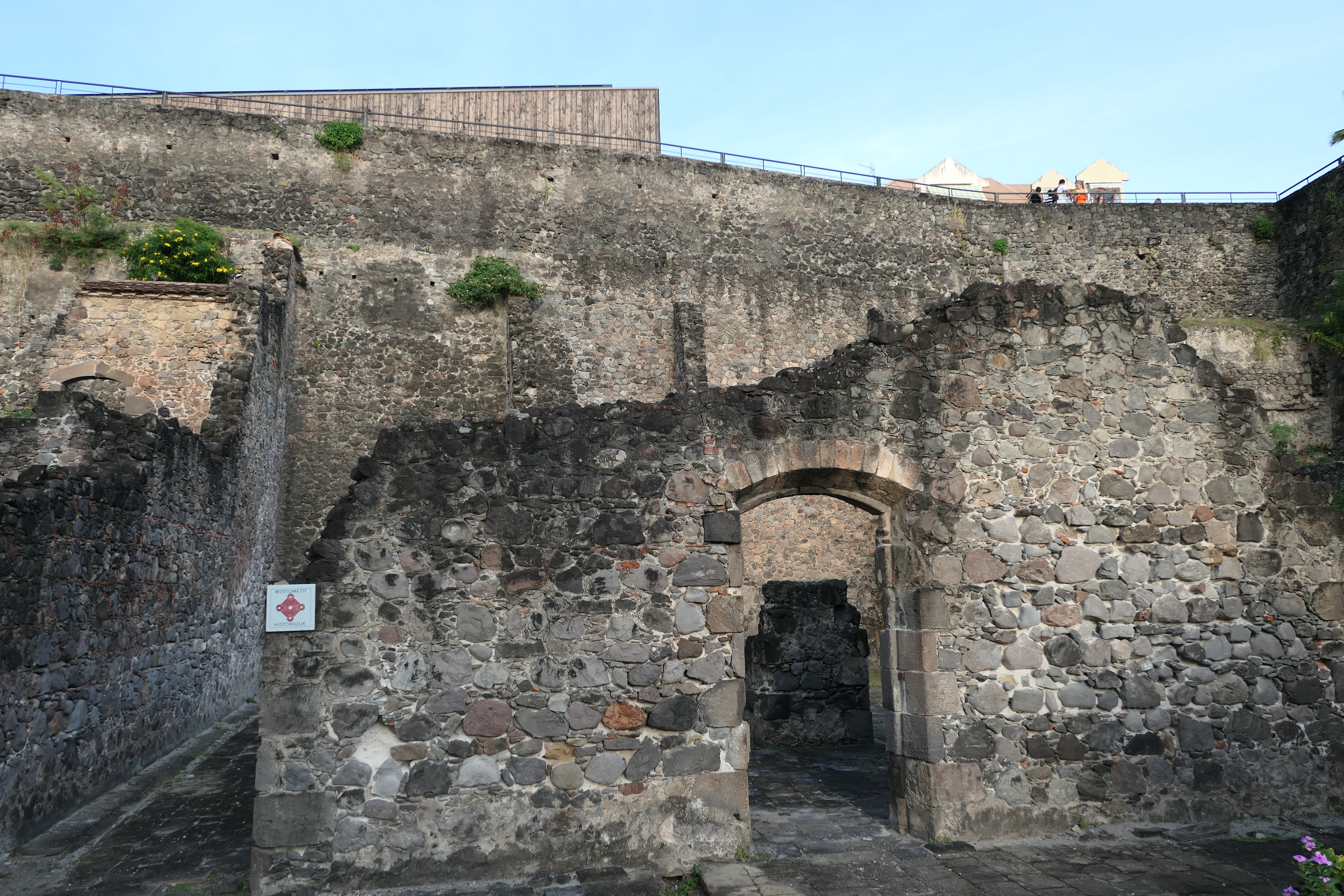
港口仓库遗址
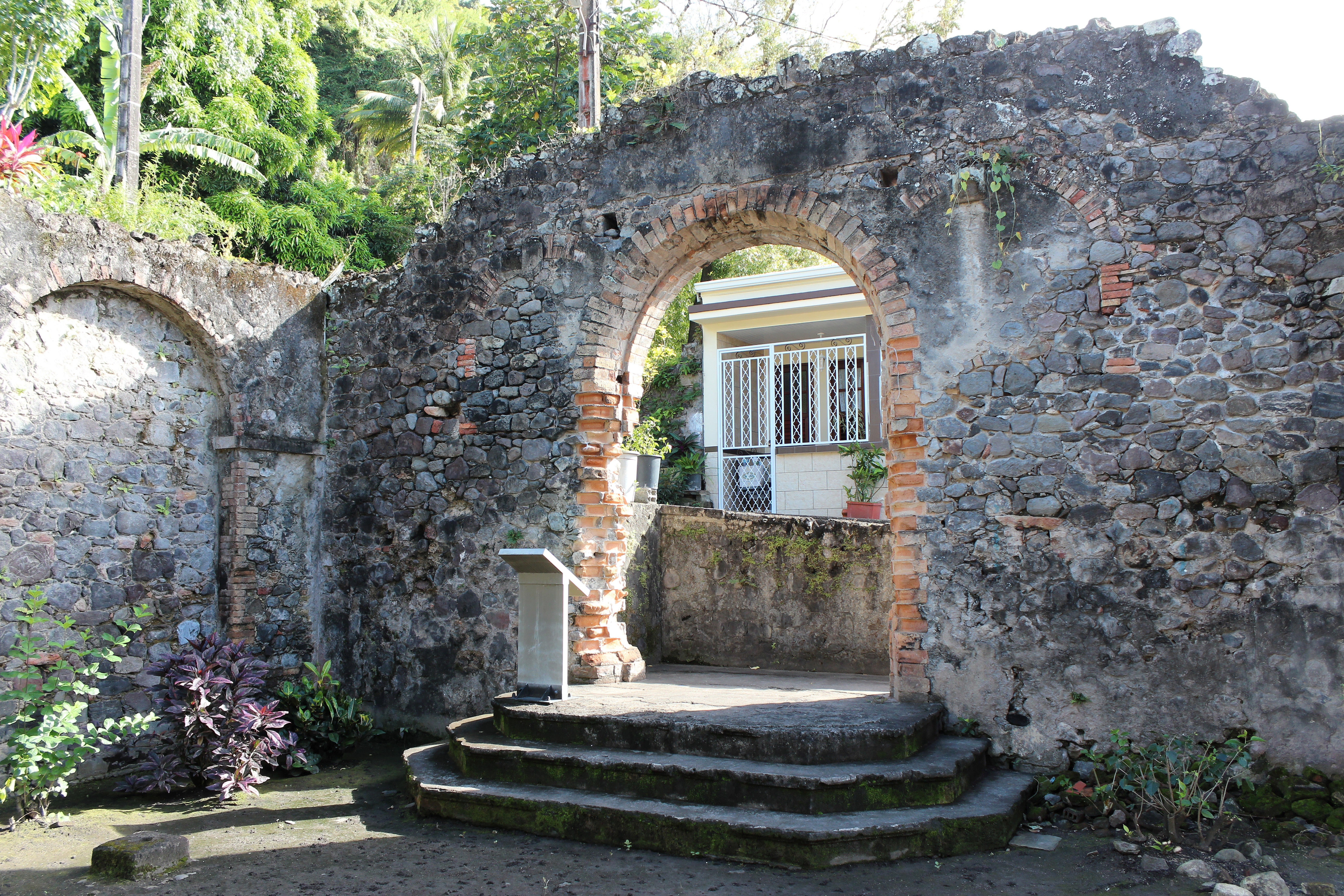
伯利恒避难所旧址
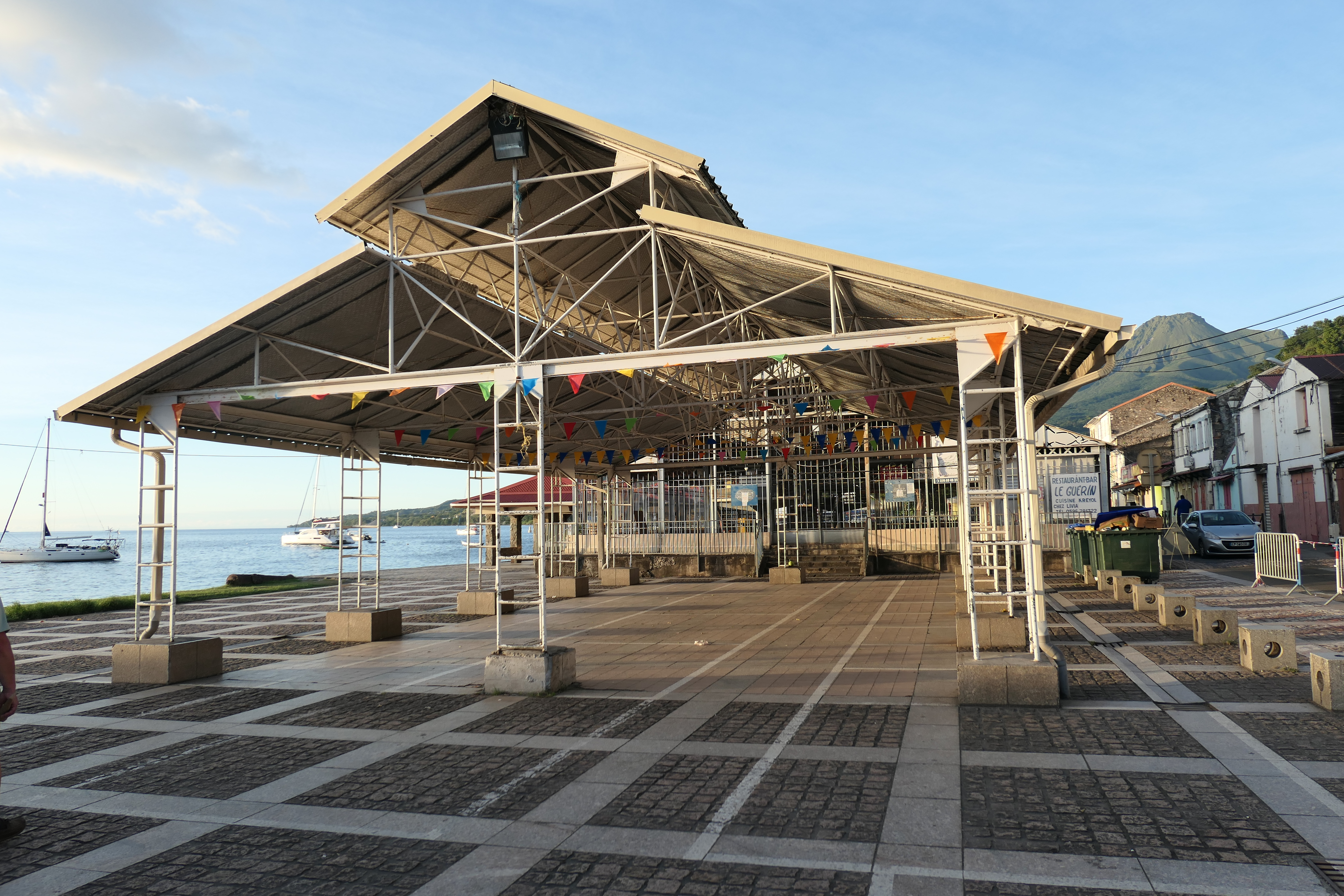
集市大堂
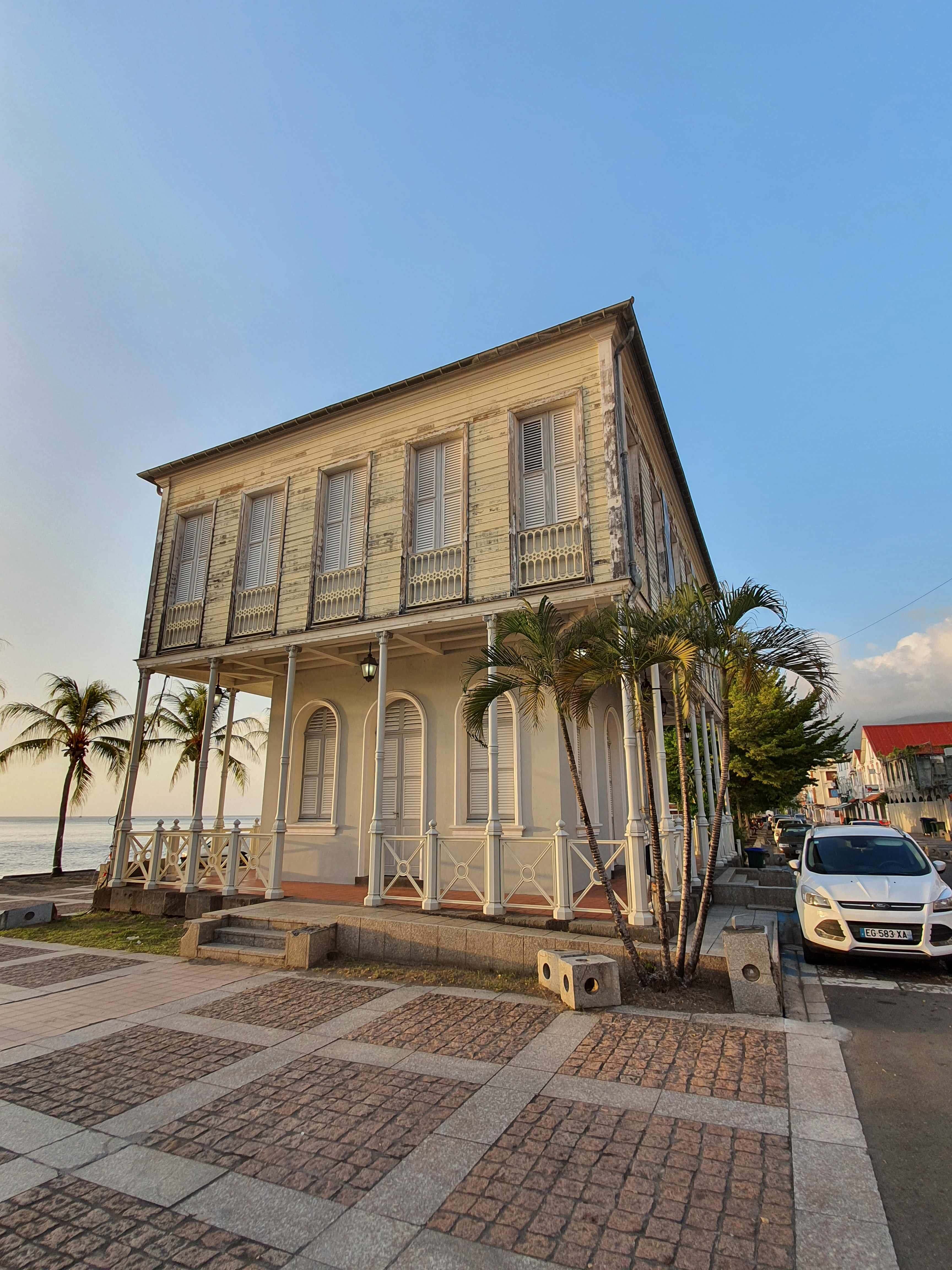
交易所大楼

### 旅游
圣皮埃尔的旅游事务由其所属的马提尼克及马提尼克北部地区城市圈公共社区共同负责。2022年，圣皮埃尔境内共有2家酒店共计43间房间。

### 媒体
法国主要的媒体均可在圣皮埃尔接收，法国电视一台下属的马提尼克第一电视台主要播出马提尼克的地方新闻。此外《法兰西-安地列斯报》、KMT电视台、NRJ安地列斯广播、加勒比国际广播等亦是当地主要的地方性媒体。

## 相关人物
法国政治家皮埃尔·塞萨尔·德里、皮埃尔-马里·波里-帕皮、路易·代尔格雷、阿尔西德·代尔蒙和作家吉尔贝·格拉蒂扬出生于圣皮埃尔。

## 友好城市
截至2023年6月，圣皮埃尔共与一座城市建立了友好城市关系：
- 法國 阿鲁河畔土伦